# Bundesrechnungshofgesetz
Das Gesetz über den Bundesrechnungshof (Bundesrechnungshofgesetz – BRHG) trifft Regelungen zum Bundesrechnungshof (BRH). Es umfasst 24 Paragraphen und ist nicht in Abschnitte untergliedert.

## Inhalte
Das Gesetz bestimmt, dass der Bundesrechnungshof eine oberste Bundesbehörde und als unabhängiges Organ der Finanzkontrolle nur dem Gesetz unterworfen ist. Im Rahmen seiner gesetzlichen Aufgaben unterstützt der Bundesrechnungshof den Deutschen Bundestag, den Bundesrat und die Bundesregierung bei ihren Entscheidungen. Das Gesetz regelt des Weiteren, dass der Bundesrechnungshof seinen Sitz in Bonn hat, Außenstellen einrichten kann, sich in Prüfungsabteilungen und -gebiete gliedert und für bestimmte Aufgaben Prüfungsgruppen gebildet werden können. Für die Verwaltung besteht eine Präsidialabteilung.

## Personal
Mitglieder des Bundesrechnungshofes sind der Präsident, der Vizepräsident, die Leiter der Prüfungsabteilungen und die Prüfungsgebietsleiter. Zum Bundesrechnungshof gehören auch die erforderlichen Prüfungsbeamten des höheren und gehobenen Dienstes sowie weitere Bedienstete.

## Geheimhaltungsbedürftige Angelegenheiten
Ist im Haushaltsplan nach § 10a der Bundeshaushaltsordnung bestimmt, dass die Prüfung erstens durch das zuständige Kollegium unter Mitwirkung des Präsidenten (oder des Vizepräsidenten) oder zweitens allein durch den Präsidenten (oder, wenn dessen Stelle nicht besetzt ist, durch den Vizepräsidenten) vorgenommen wird, entfällt die Zuständigkeit der Senate und des Großen Senats. In ersterem Fällen des Satzes 1 Nr. 1 können weitere Beamte bei dem Verfahren zur Hilfeleistung herangezogen werden. Das Dreierkollegium entscheidet mit Stimmenmehrheit.

## Änderungen
Das Gesetz wurde zuletzt 2009 geändert, als Verweise infolge der Neufassung des Bundesbeamtengesetzes aktualisiert wurden.